# Badminton na Universíada de Verão de 2011
O badminton na Universíada de Verão de 2011 foi disputado no Ginásio da Universidade Politécnica de Shenzhen e no Centro de Esportes de Longgang em Shenzhen , China entre 16 e 22 de agosto de 2011. Foi um dos onze esportes opcionais desta edição indicados pela Federação Nacional de Esportes Universitários (National University Sports Federation - NUSF) do país organizador.

## Medalhistas
Esses foram os resultados dos medalhistas:
| Evento          | Ouro | Prata | Bronze |
| --------------- | --- | --- | --- |
| Masculino       | THA Suppanyu Avihingsanon | CHN Wen Kai                                                                                                   | JPN Takuma Ueda |
| Masculino       | THA Suppanyu Avihingsanon | CHN Wen Kai                                                                                                   | TPE Hsueh Hsuan-Yi |
| Feminino        | TPE Shao-chieh Cheng | TPE Hsiao-ma Pai                                                                                              | CHN Liu Fang Hua |
| Feminino        | TPE Shao-chieh Cheng | TPE Hsiao-ma Pai                                                                                              | CHN Shi Xiao Qian |
| Dupla masculina | THA Tailândia Bodin Isara Maneepong Jongjit | TPE Taipé Chinês Chia-hsin Tsai Lee Sheng-mu                                                                  | INA Indonésia Rendy Sugiarto Afiat Yuris Wirawan |
| Dupla masculina | THA Tailândia Bodin Isara Maneepong Jongjit | TPE Taipé Chinês Chia-hsin Tsai Lee Sheng-mu                                                                  | TPE Taipé Chinês Liao Min-chun Wu Chun-wei |
| Dupla feminina  | KOR Coreia do Sul Eom Hye-won Chang Ye-na | TPE Taipé Chinês Pai Hsiao-ma Cheng Shao-chieh                                                                | THA Tailândia Nessara Somsri Savitree Amitrapai |
| Dupla feminina  | KOR Coreia do Sul Eom Hye-won Chang Ye-na | TPE Taipé Chinês Pai Hsiao-ma Cheng Shao-chieh                                                                | TPE Taipé Chinês Hsieh Pei-chen Wang Pei-rong |
| Dupla mista     | KOR Coreia do Sul Eom Hye-won Shin Baek-cheol | TPE Taipé Chinês Pai Hsiao-ma Lee Sheng-mu                                                                    | INA Indonésia Shendy Puspa Irawati Ricky Widianto |
| Dupla mista     | KOR Coreia do Sul Eom Hye-won Shin Baek-cheol | TPE Taipé Chinês Pai Hsiao-ma Lee Sheng-mu                                                                    | THA Tailândia Savitree Amitrapai Maneepong Jongjit |
| Equipe mista    | INA Indonésia Hera Desi Ana Rachmawati Afiat Yuris Wirawan Bellaetrix Manuputty Senatria Agus Setia Putra Rian Agung Saputro Jenna Gozali Angga Pratama Rendy Sugiarto Shendy Puspa Irawati Komala Dewi Ricky Widianto | CHN China Tao Xun Wen Kai Lin Qing Chen Yulu Hu Wenqing Liu Fang Hua Shi Xiao Qian Li Tian Ye Ao Ting Chen Ni | THA Tailândia Suppanyu Avihingsanon Bodin Isara Maneepong Jongjit Prinyawat Thongnuam Nitchaon Jindapol Chanida Julrattanamanee Savitree Amitrapai Nessara Somsri                          |
| Equipe mista    | INA Indonésia Hera Desi Ana Rachmawati Afiat Yuris Wirawan Bellaetrix Manuputty Senatria Agus Setia Putra Rian Agung Saputro Jenna Gozali Angga Pratama Rendy Sugiarto Shendy Puspa Irawati Komala Dewi Ricky Widianto | CHN China Tao Xun Wen Kai Lin Qing Chen Yulu Hu Wenqing Liu Fang Hua Shi Xiao Qian Li Tian Ye Ao Ting Chen Ni | TPE Taipé Chinês Chang Hsin-yun Lai Chiawen Wang Pei-rong Cheng Shao-chieh Pai Hsiao-ma Lee Sheng-mu Liao Min-chun Hsieh Pei-chen Hsueh Hsuan-Yi Fang Chieh-min Chou Tien-chen Wu Chun-wei |

## Quadro de medalhas
| Ordem | País              | Medalha de ouro | Medalha de prata | Medalha de bronze |    |
| ----- | ----------------- | --------------- | ---------------- | ----------------- | -- |
| 1     | THA Tailândia     | 2               |                  | 3                 | 5  |
| 2     | KOR Coreia do Sul | 2               |                  |                   | 2  |
| 3     | TPE Taipé Chinês  | 1               | 4                | 4                 | 9  |
| 4     | INA Indonésia     | 1               |                  | 2                 | 3  |
| 5     | CHN China         |                 | 2                | 2                 | 4  |
| 6     | JPN Japão         |                 |                  | 1                 | 1  |
|       | Total             | 6               | 6                | 12                | 24 |